# Pinus maximartinezii
Espèce
Statut de conservation UICN

 EN B1ab(ii,iii)+2ab(ii,iii) : En danger
Répartition géographique
Pinus maximartinezii est une espèce de conifère de la famille des Pinaceae.